# Rec.Sport.Soccer Statistics Foundation
Die Rec(reational) Sport.Soccer Statistics Foundation (RSSSF) ist eine private Organisation, die sich mit der Sammlung von Fußball-Daten beschäftigt. Sie hat den Anspruch, auf der Basis von minimal formatierten Textdokumenten ein möglichst vollständiges, im Internet verfügbares Datenarchiv zu erstellen.
Angefangen wurde damit im Januar 1994 von drei Mitgliedern der Rec.sport.soccer Usenet-newsgroup mit der Adresse alt.rec.sport.soccer: Lars Aarhus, Kent Hedlundh und Karel Stokkermans. Es wurde zuerst unter dem Namen „North European Rec.Sport.Soccer Statistics Foundation“ bekannt, aber die geografische Einschränkung wurde aufgehoben, als Mitglieder aus weiteren Ländern hinzukamen. Mitglied kann jeder werden, der bereit und in der Lage ist, weitere Daten beizutragen, insbesondere zu Gebieten, die bisher nicht ausreichend abgedeckt sind. Über die Aufnahme entscheidet ein „Board“ aus 3 bis 5 Mitgliedern.
Mittlerweile hat die RSSSF Mitglieder und Mitarbeiter aus der ganzen Welt und es entstanden sechs Sektionen, die insbesondere Daten der Ligen und Nationalmannschaften der jeweiligen Länder sammeln.  Diese Projekte beschäftigen sich mit dem Fußball in Albanien, Brasilien, Norwegen, Polen, Rumänien, und Uruguay, wenngleich nur die brasilianischen und norwegischen Derivate sich dem strikten Textformat der originalen RSSSF unterwerfen und nicht alle deren inhaltliche Qualität erfolgreich replizieren. Die Archive dieser Sektionen werden in Englisch oder der jeweiligen Landessprache erstellt.